# 蚌埠市行政区划
蚌埠市现辖4个市辖区，3个县，市政府驻蚌山区。

## 行政区划

### 龙子湖区
- 东风街道
- 延安街道
- 治淮街道
- 东升街道
- 解放街道
- 曹山街道
- 长淮卫镇
- 李楼乡

### 蚌山区
- 天桥街道
- 青年街道
- 纬二路街道
- 黄庄街道
- 宏业村街道
- 胜利街道
- 龙湖新村街道
- 湖滨社区行政事务管理中心
- 淮河社区行政事务管理中心
- 燕山乡
- 雪华乡

### 禹会区
- 朝阳街道
- 纬四街道
- 大庆街道
- 张公山街道
- 钓鱼台街道
- 秦集镇
- 长青乡
- 马城镇
- 高新技术开发区

### 淮上区
- 淮滨街道
- 小蚌埠镇
- 吴小街镇
- 曹老集镇
- 梅桥镇
- 沫河口镇
- 蚌埠工业园区

### 怀远县
- 荆山镇
- 榴城镇
- 鲍集镇
- 龙亢镇
- 河溜镇
- 常坟镇
- 双桥集镇
- 魏庄镇
- 万福镇
- 唐集镇
- 淝南镇
- 淝河镇
- 褚集镇
- 陈集乡
- 古城镇
- 徐圩乡
- 兰桥乡
- 白莲坡镇
- 龙亢农场

### 五河县
- 城关镇
- 新集镇
- 小溪镇
- 双忠庙镇
- 小圩镇
- 东刘集镇
- 头铺镇
- 大新镇
- 武桥镇
- 朱顶镇
- 浍南镇
- 申集镇
- 沱湖乡
- 临北回族乡
- 城南工业园

### 固镇县
- 谷阳镇
- 王庄镇
- 新马桥镇
- 连城镇
- 刘集镇
- 任桥镇
- 湖沟镇
- 濠城镇
- 石湖乡
- 杨庙镇
- 仲兴镇
- 固镇开发区

## 历史

### 皖北行署区蚌埠市
- 1949年10月1日，设立东市区、西市区、中市区、小蚌埠区。
- 1952年5月2日，宿县专区怀远县一部分并入西市区和小蚌埠区。
- 1952年8月7日，安徽省成立，直辖蚌埠市。

### 安徽省蚌埠市
- 1955年3月，宿县专区怀远县一部分并入小蚌埠区。
- 1956年3月，小蚌埠区改名为郊区。
- 1956年11月26日，蚌埠专区凤阳县一部分并入东市区。
- 1958年12月4日，蚌埠专区怀远县一部分并入郊区；蚌埠专区凤阳县一部分并入东市区。
- 1959年12月，蚌埠专区怀远县一部分并入郊区。
- 1983年10月8日，宿县地区怀远县、固镇县、五河县划归蚌埠市管辖。
- 1984年7月，怀远县一部分并入郊区。
- 1984年10月29日，怀远县一部分并入淮南市潘集区。
- 1985年11月，怀远县、滁县地区一部分并入郊区。
- 2004年1月10日，东市区、郊区的一部分合并，成立龙子湖区；中市区全域、东市区部分、郊区部分合并，成立蚌山区；西市区大部、郊区一部分合并，成立禹会区；郊区剩余部分、中市区剩余部分及怀远县、固镇县部分区域合并，成立淮上区。
- 2013年12月24日，怀远县马城镇并入禹会区。
- 2014年2月11日 - 五河县沫河口镇并入淮上区。